# 圣格肋孟圣殿 (汉诺威)
圣格肋孟圣殿是德国 汉诺威市主要的罗马天主教堂，供奉圣格肋孟。属于希尔德斯海姆教区 圣亨利堂区。
该堂于1712 年开工，1718 年完工，是宗教改革以后在汉诺威建造的第一座罗马天主教堂。
1943 年第二次世界大战期间，在盟军的轰炸中，教堂几乎被完全摧毁。1946 年开始重建，1957 年 11 月 24 日祝圣。 1998 年 3 月 12 日，教宗若望保禄二世将该堂升格为宗座圣殿。